# 弗朗索瓦·貝特朗

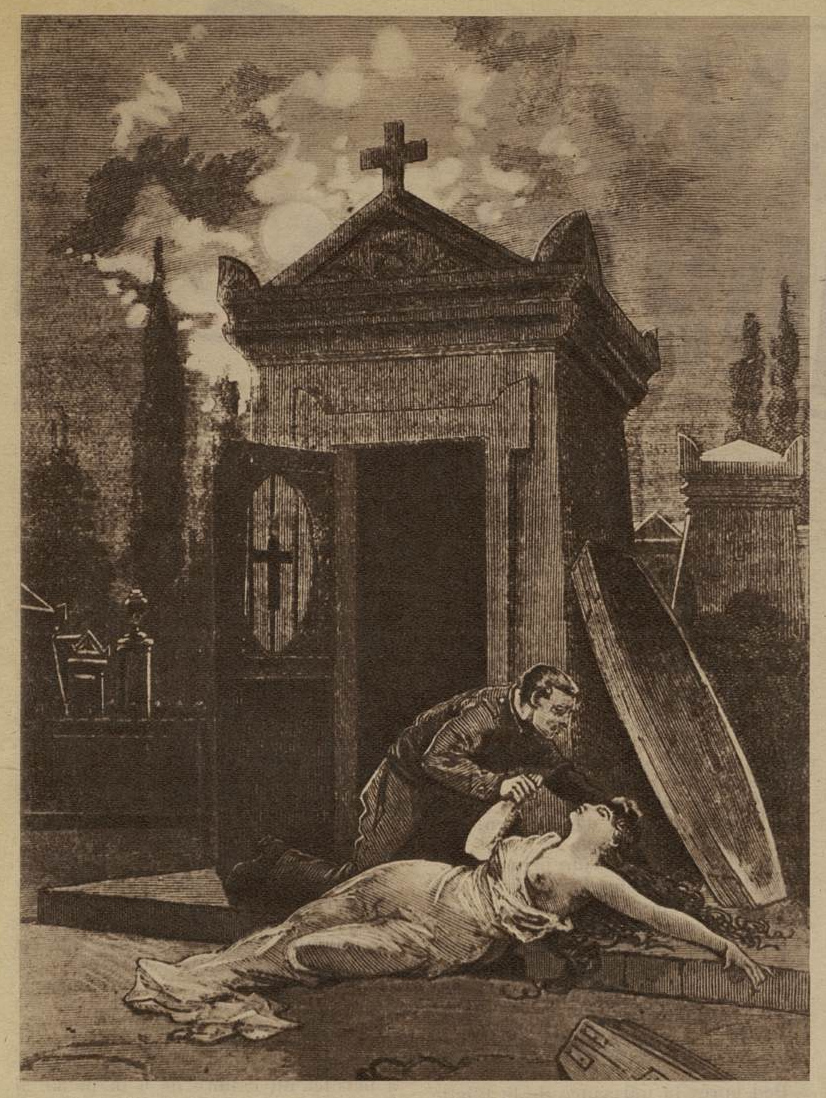
1936年創作的有關弗朗索瓦·貝特朗的木刻畫。

弗朗索瓦·貝特朗（法語：François Bertrand，1823年—1878年）綽號蒙帕納斯的吸血鬼（Vampire of Montparnasse），是一名法国陆军中士。他于1841年因恋尸癖行為被捕，并被判入狱一年。1856年，他移居勒阿弗尔。他晚年担任文员、邮递员和灯塔管理员，最終于1878年2月25日去世。

## 生平
根据他的出生证，贝特朗于1823年10月29日出生于瓦塞。贝特朗从小就开始喜歡解剖死去的猫和狗。他表示自己的戀尸癖冲动始于1846年。此後他开始从墓地里挖出男女尸体，然后他会在手淫之前将尸體肢解。贝特朗曾描述他对一个16岁女孩的尸体性侵的经历：
我親吻了尸體，活著的女人對我來說根本無法与跟尸體親熱帶來的愉悦相比。在跟尸體親熱了大约一刻钟后，我像我曾經做過的一样掏出内脏，肢解尸體。之後我又將尸體掩埋（I covered it with kisses and pressed it wildly to my heart. All that one could enjoy with a living woman is nothing in comparison with the pleasure I experienced. After I had enjoyed it for about a quarter of an hour, I cut the body up, as usual, and tore out the entrails. Then I buried the cadaver again.）。
在1848年夏季至1849年3月之间，在巴黎的公墓中一些尸體被發現遭人肢解。1849年3月15日，贝特朗因枪伤被送入圣宠谷。蒙帕纳斯公墓一名掘墓人員听到了有关贝特朗受伤的消息，并意识到贝特朗很可能是被自己在墓園中的同事用詭雷击中的那個人。另一来源称，贝特朗在公墓被警察子弹打伤。一名治療贝特朗的外科医生承認確有此事。贝特朗因此被捕并被判入狱一年。

## 影響
贝特朗的案子促使约瑟夫·吉斯兰發明了戀尸癖（necrophilia）一词。其他早期的戀尸癖理论家，包括理查德·冯·克拉夫特-埃宾和哈维洛克·艾利斯，也对贝特朗的行為进行广泛的探討。